# Malleus Maleficarum (album Pestilence)
Malleus Maleficarum – debiutancki album studyjny holenderskiej grupy thrash-deathmetalowej Pestilence, wydany w 1988 roku nakładem Roadrunner Records na LP, CD i CC. Tytuł płyty nawiązuje do traktatu Malleus Maleficarum, tj. Młot na czarownice.

## Lista utworów
Opracowano na podstawie materiału źródłowego.
| Nr  | Tytuł utworu                            | Autorzy                           | Długość |
| --- | --------------------------------------- | --------------------------------- | ------- |
| 1.  | „Malleus Maleficarum/Antropomorphia”    | Patrick Mameli, Martin van Drunen | 4:12    |
| 2.  | „Parricide”                             | Pestilence                        | 3:47    |
| 3.  | „Subordinate to the Domination”         | Mameli, Marco Foddis              | 4:17    |
| 4.  | „Extreme Unction”                       | Mameli, Randy Meinhard, Foddis    | 1:29    |
| 5.  | „Commandments”                          | Mameli, Meinhard, Foddis          | 5:17    |
| 6.  | „Chemo Therapy”                         | Mameli, Meinhard, van Drunen      | 4:48    |
| 7.  | „Bacterial Surgery”                     | Mameli, Foddis                    | 5:04    |
| 8.  | „Cycle of Existence”                    | Mameli, Foddis                    | 3:17    |
| 9.  | „Osculum Infame” (utwór instrumentalny) | Mameli                            | 1:52    |
| 10. | „Systematic Instruction”                | Mameli, van Drunen                | 4:08    |
|     |                                         |                                   | 38:11   |

## Twórcy
Opracowano na podstawie materiału źródłowego.
Pestilence
- Patrick Mameli – gitara prowadząca
- Randy Meinhard – gitara
- Martin van Drunen – śpiew, gitara basowa
- Marco Foddis – perkusja

Dodatkowi muzycy
- Kalle Trapp – syntezator (w Osculum Infame)

Produkcja
- Kalle Trapp – produkcja muzyczna
- Gert Gering – fotografie